# Klanění tří králů (Andrea Mantegna)
Klanění tří králů, obraz Andrea Mantegny z roku 1460, je triptych. Témata triptychu:
- Nanebevstoupení Krista (Ascension of Christ), 86 cm × 42,5 cm
- Klanění tří králů (Adoration of the Magi ), 76 cm × 76,5 cm
- Obřezání Krista (Circumcision of Christ ), 86 cm × 42,5 cm

Obrazy byly takto uspořádány v 19. století. Někteří historici umění pochybují, že obrazy byly myšleny jako triptych jak jsou nyní prezentovány. Triptych je nyní v galerii Uffizi ve Florencii.

## Historie
Většina historiků souhlasí s tím, že zakázku zadal kolem roku 1490 Ludovico III. Gonzaga a určena byla pro soukromou kapli v Palazzo Ducale v Mantově, spolu s obrazy Smrt panny (Death of the Virgin), nyní v Museo del Prado a Kristus nesoucí duši Panny Marie, nyní ve Ferraře. O obrazech se zmiňuje Mantegna ve dvou dopisech Ludovicovi z dubna 1464. Giorgio Vasari píše:... jako "obraz (Mantegnův) na kterém jsou scény s malými, ale velmi krásnými postavami... v zámku v Mantově, v jeho kapli".
Jiní, například Fiocco, tvrdí, že neexistuje důkaz o tom, že se tato tři díla přemístila z Mantovy do Florencie a že tedy byla vytvořena v Toskánsku během jednoho ze dvou pobytů Mantegny v letech 1466 a 1467 v tomto kraji. Styl obrazů připomíná jeho pobyt v Padově, odkud odešel v roce v 1459.
První bezpečný odkaz na tyto tři obrazy pochází z roku 1587, kdy byly nalezeny rozřezány ve Valle Muggia poblíž Pistoia mezi věcmi dona Antonia de 'Medici. Díla byla součástí dědictví ještě před tím, než byla v roce 1632 založena sbírka Toskánského velkovévodství. Díla byla nesprávně připisována Botticellimu. Společně byly obrazy vystavovány od roku 1827 s pozlaceným novým novorenesančním vyřezávaným rámem, který kompenzoval rozdílné velikosti centrálního díla a bočních panelů.
Většina moderních kritiků zaznamenává rozdíly mezi těmito třemi díly, včetně jejich formy, formátu, nastavení a kvality, zejména mezi obrazem Obřezání Krista a dalšími dvěma díly. Roberto Longhi pochyboval o tom, že všechna tři díla byla koncipována jako jediný sjednocený triptych, a domníval se, že místo toho všechny pocházely z různých míst ve stejné kapli, stejně jako Smrt Panny a Kristus nesoucí duši Panny. Podle Longhiho obraz Obřezání Krista nahradil obraz Smrt Panny, když bylo rozhodnuto omezit schéma pouze na výjevy z Kristova života.

## Popis obrazu

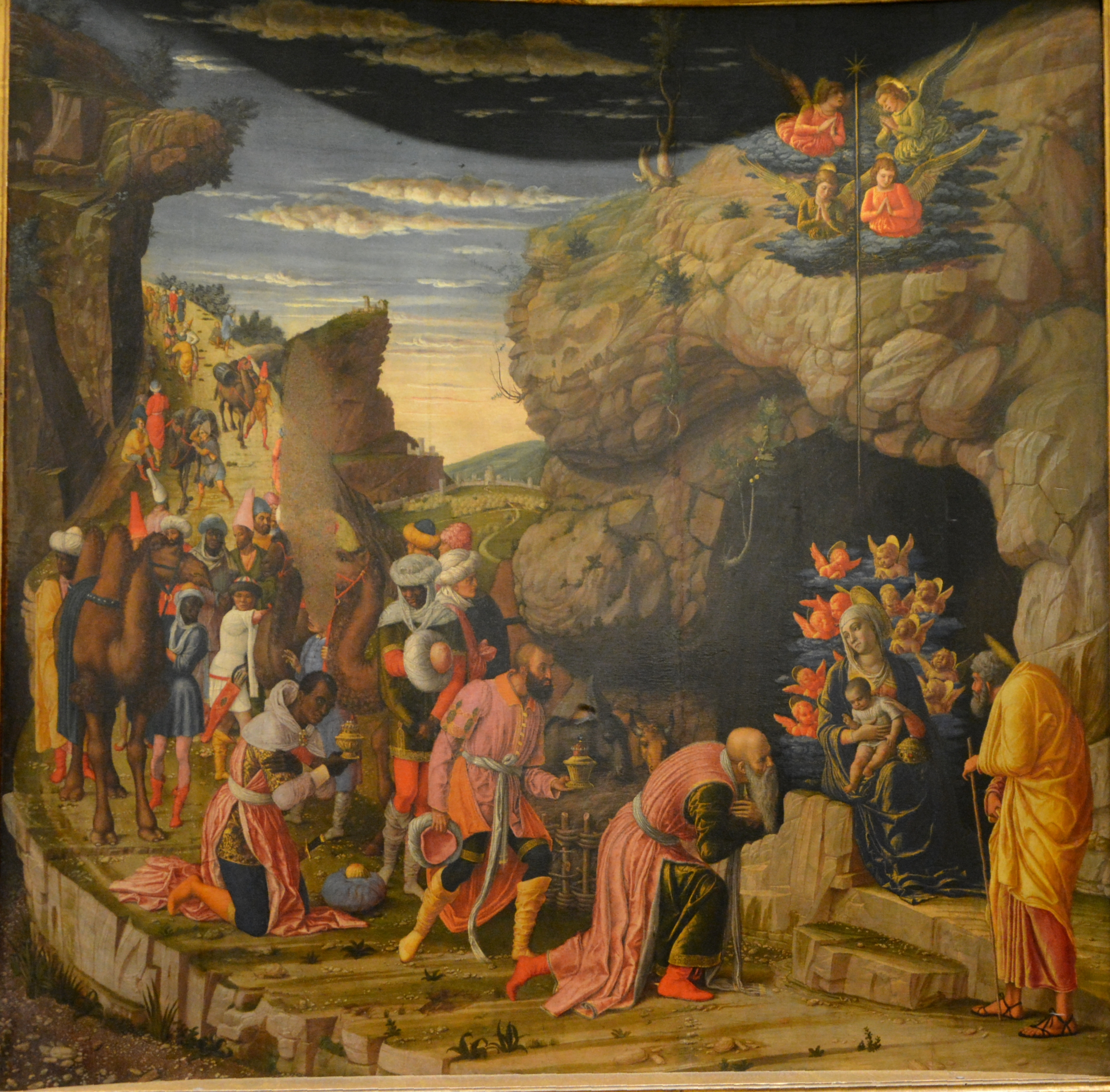
Klanění tří králů

Panel byl pravděpodobně umístěn v apsidě kaple. Mudrci jsou zobrazeni v okamžiku kdy sestupují do jeskyně k dítěti cestou vytesané ve skále. Panna je obklopeba anděly ve stylu byzantského umění.
Jiná verze obrazu se prodala za tehdy rekordní cenu 10,5 milionu dolarů v roce 1985.